# Selbstfahrerstudio

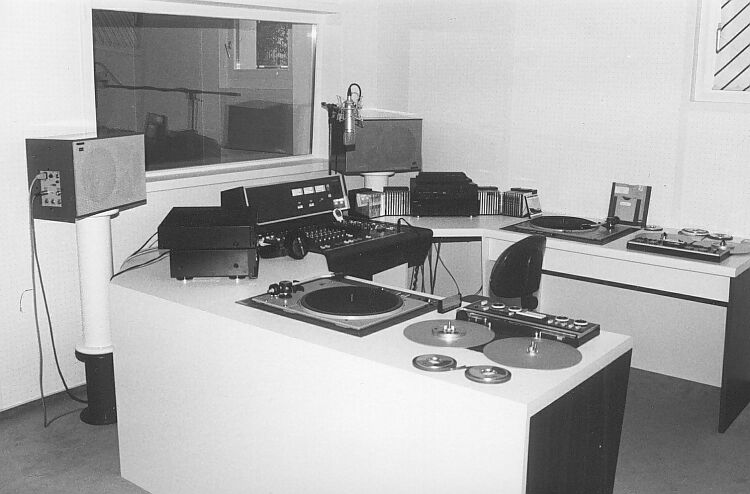
Hörfunk-Selbstfahrerstudio – Anfang der 1990er-Jahre

Ein Selbstfahrerstudio bezeichnet im Hörfunk einen Studioraum, der technisch für Selbstfahrerbetrieb vorbereitet ist. Der Moderator, DJ oder Sprecher bedient („fährt“) dabei weite Teile der Technik selbst und ist damit verantwortlich für das Einspielen und Überblenden aller Programmelemente wie Musiktiteln, Jingles, der Werbung oder der Nachrichten. Der Vorteil des Selbstfahrerbetriebs ist die mögliche größere Spontaneität und Kreativität des Moderators, außerdem wird der Ton-/Sendetechniker eingespart.
Selbstfahrerstudios haben sich in den vergangenen Jahren in Deutschland weitgehend durchgesetzt. Beim öffentlich-rechtlichen Rundfunk gab es seit den 1950er-Jahren (und teilweise auch bereits vor dem Zweiten Weltkrieg bei den damaligen Reichssendern) für Musiksendungen sogenannte Diskjockeystudios, auch Diskothek oder Diskplatz genannt, in denen der Moderator das Auflegen und Abfahren von Schallplatten und, je nach Einrichtung, auch von Tonbändern selbst erledigte, während der Tontechniker am Regiepult die Tonaussteuerung und die übrigen technischen Arbeiten, wie z. B. das Einspielen der Werbung, vornahm.

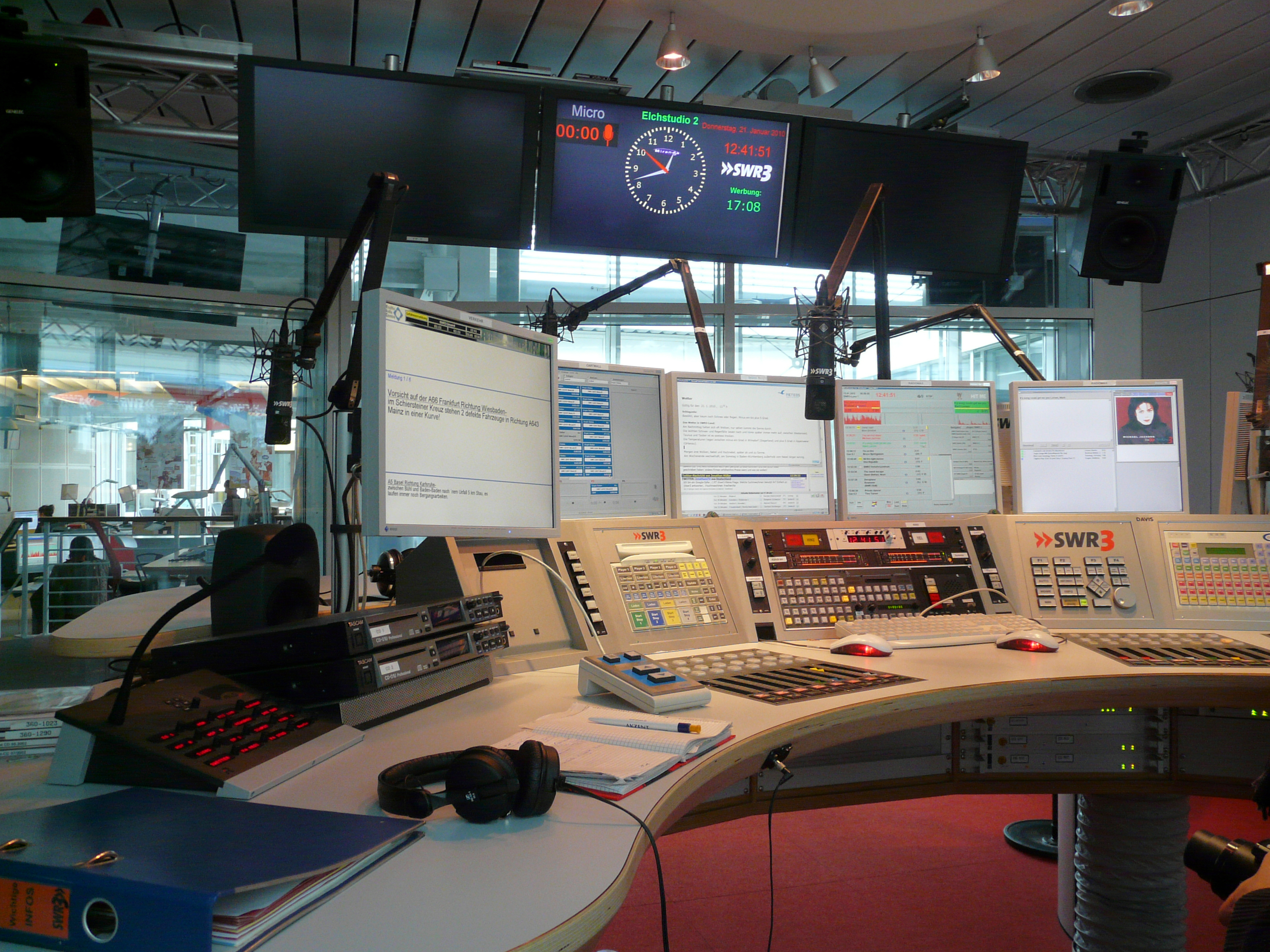
Modernes Selbstfahrerstudio von SWR3

Das autarke Selbstfahrerstudio, in denen der Moderator mit Hilfe teils vollautomatisierter Technik ohne Unterstützung eines Technikers die Sendung komplett selbst fährt, gab es außerhalb von Deutschland schon lange, z. B. bei den kleinen Lokalradios in den USA. In Deutschland wurden sie zuerst von den neu gegründeten Privatsendern eingeführt und ab Ende der 1980er-Jahre auch vom öffentlich-rechtlichen Rundfunk, überwiegend für ihre Pop-, Service- und Jugendwellen, übernommen; teils gegen den heftigen Widerstand der jeweiligen Personalräte, die gegen diese „Wegrationalisierung“ protestierten. Ein Vorreiterrolle allerdings spielte der ehemalige Südwestfunk in Baden-Baden, der schon gegen Ende 1968 die Selbstfahrertechnik zögernd und provisorisch für eine Hörer-Hitparade einführte. Es gibt aber dort auch heute noch Sendestudios, vor allem für Informations- und Kulturprogramme, in denen Tontechniker für die technische Arbeit zuständig sind und der Sprecher sich komplett auf seine Moderationstätigkeit konzentrieren kann.